# 蚌埠公交129路
蚌埠公交129路，是中国安徽省蚌埠市的一条公交线路，由肉联厂开往新二中首末站，由蚌埠市公共交通集团有限公司运营、管理。

## 历史

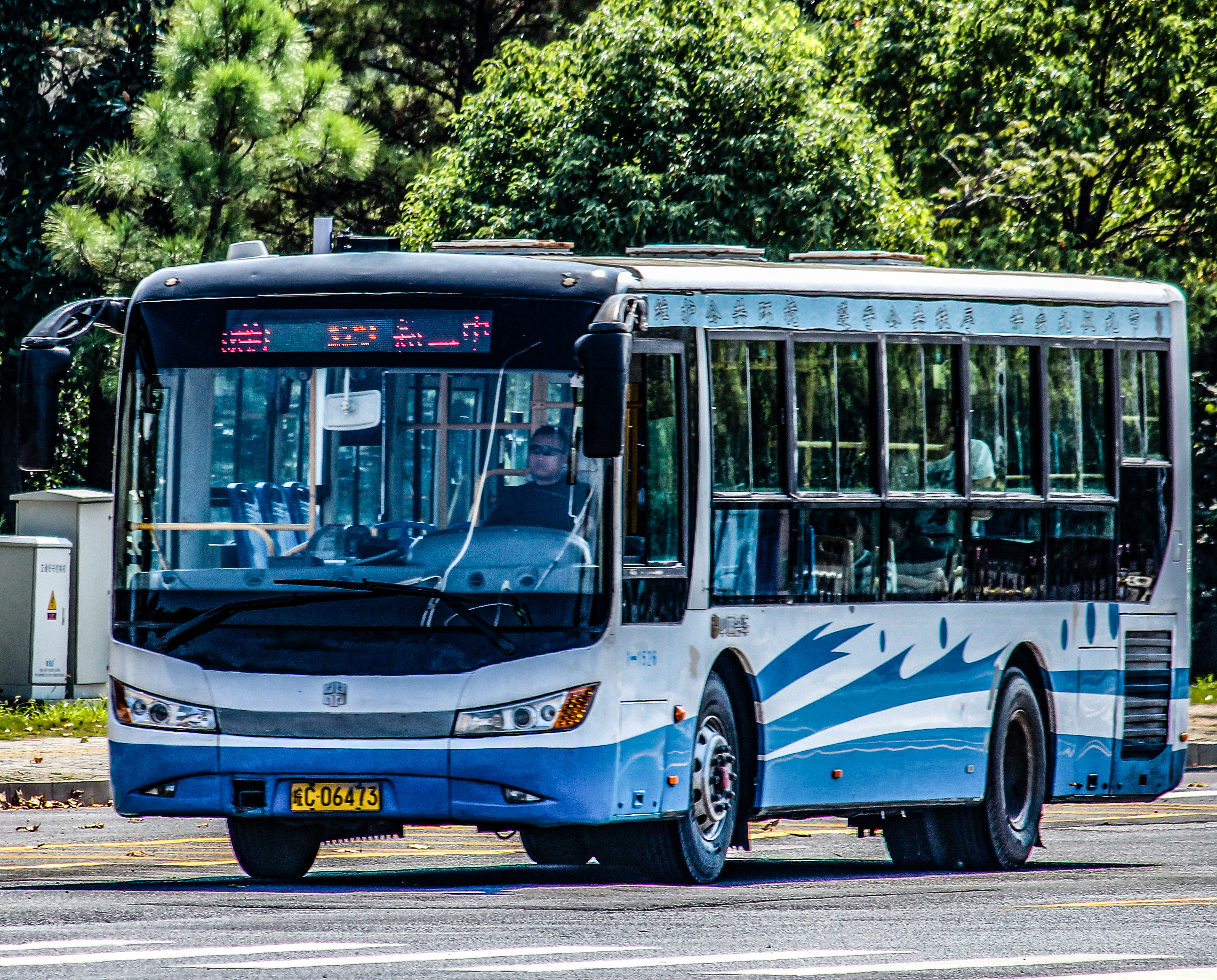
使用中通LCK6103GC型的129路
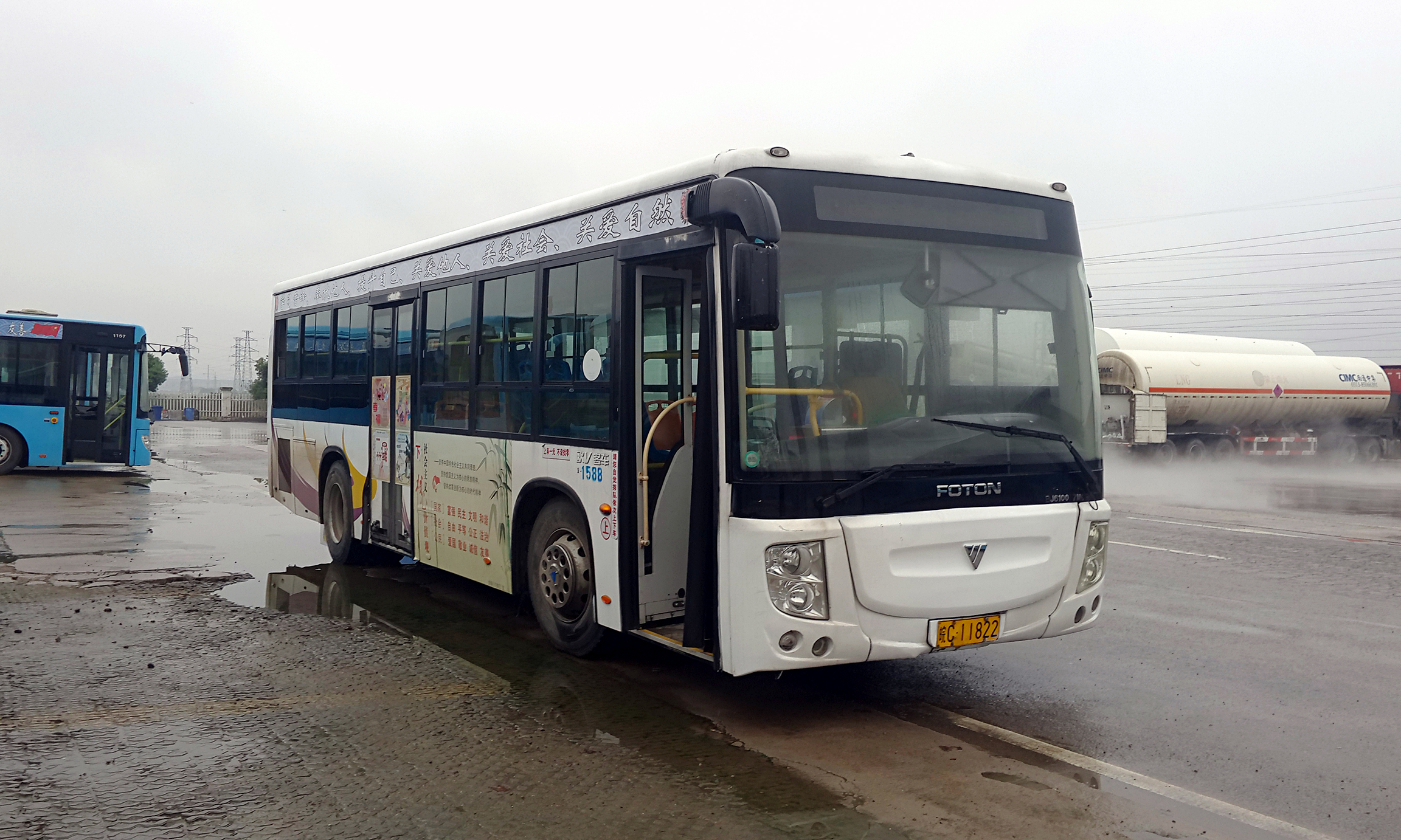
使用福田BJ6100C7MCB型的129路
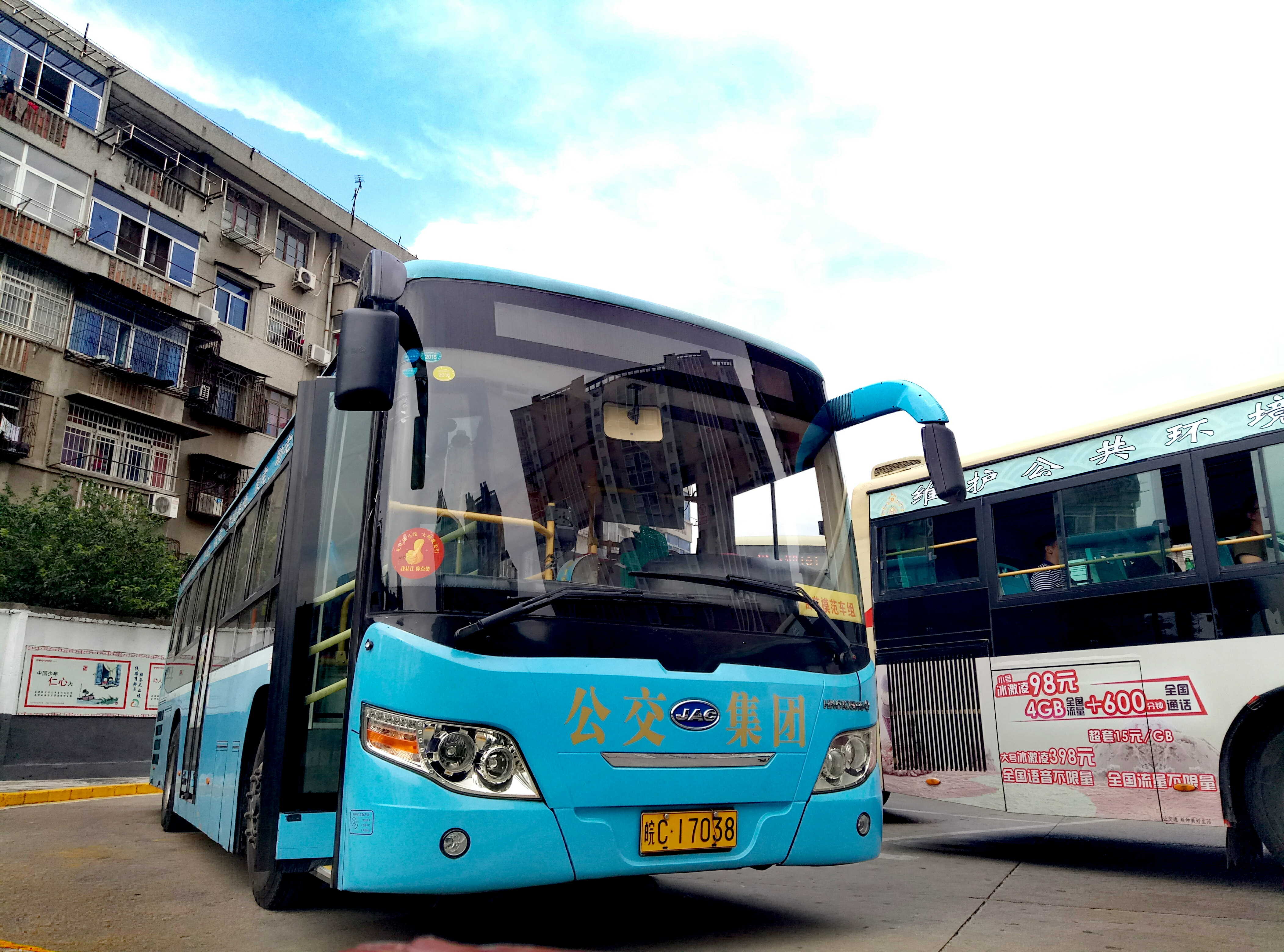
使用江淮HK6105HGQ型的129路
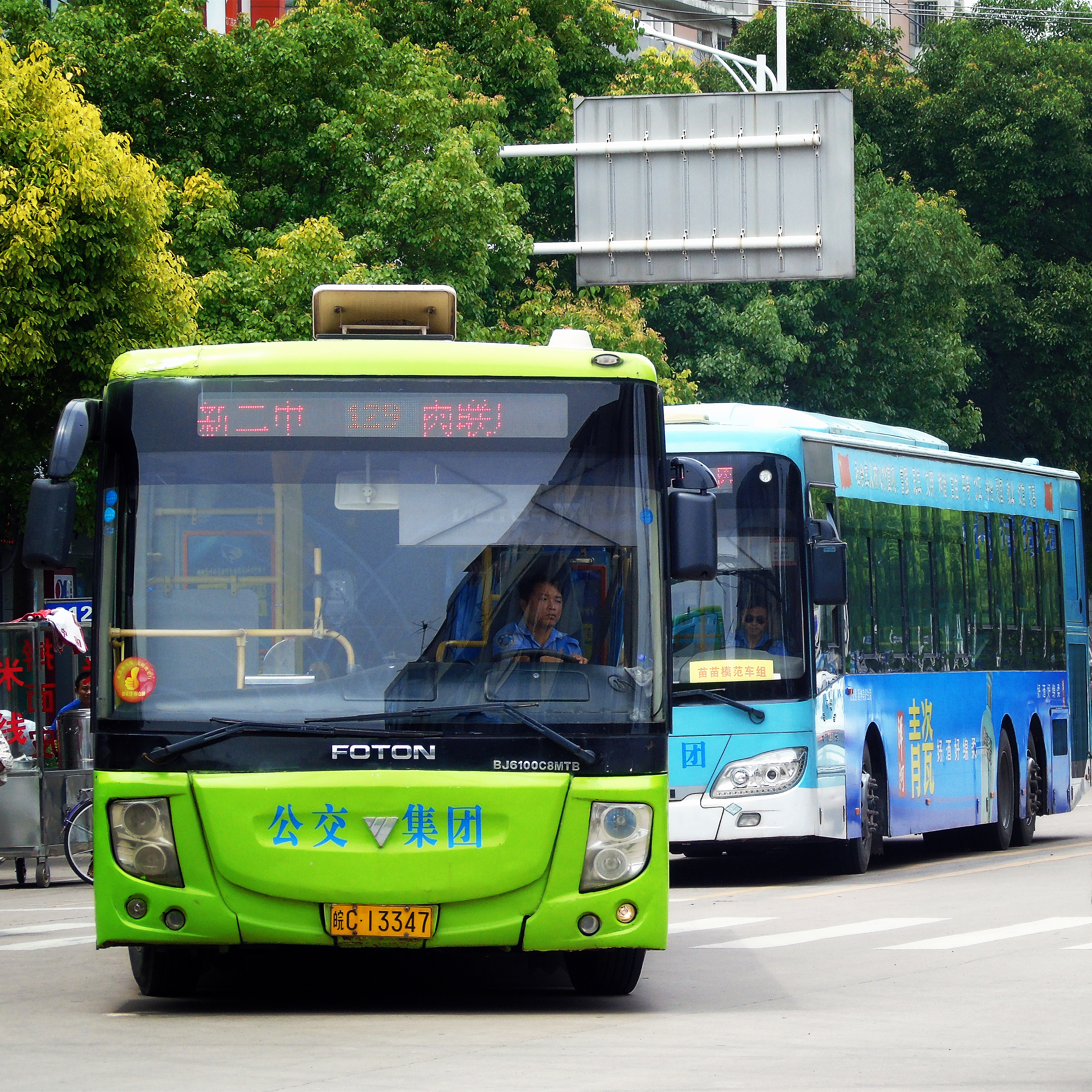
2017年使用福田欧V客车的129路开进肉联厂
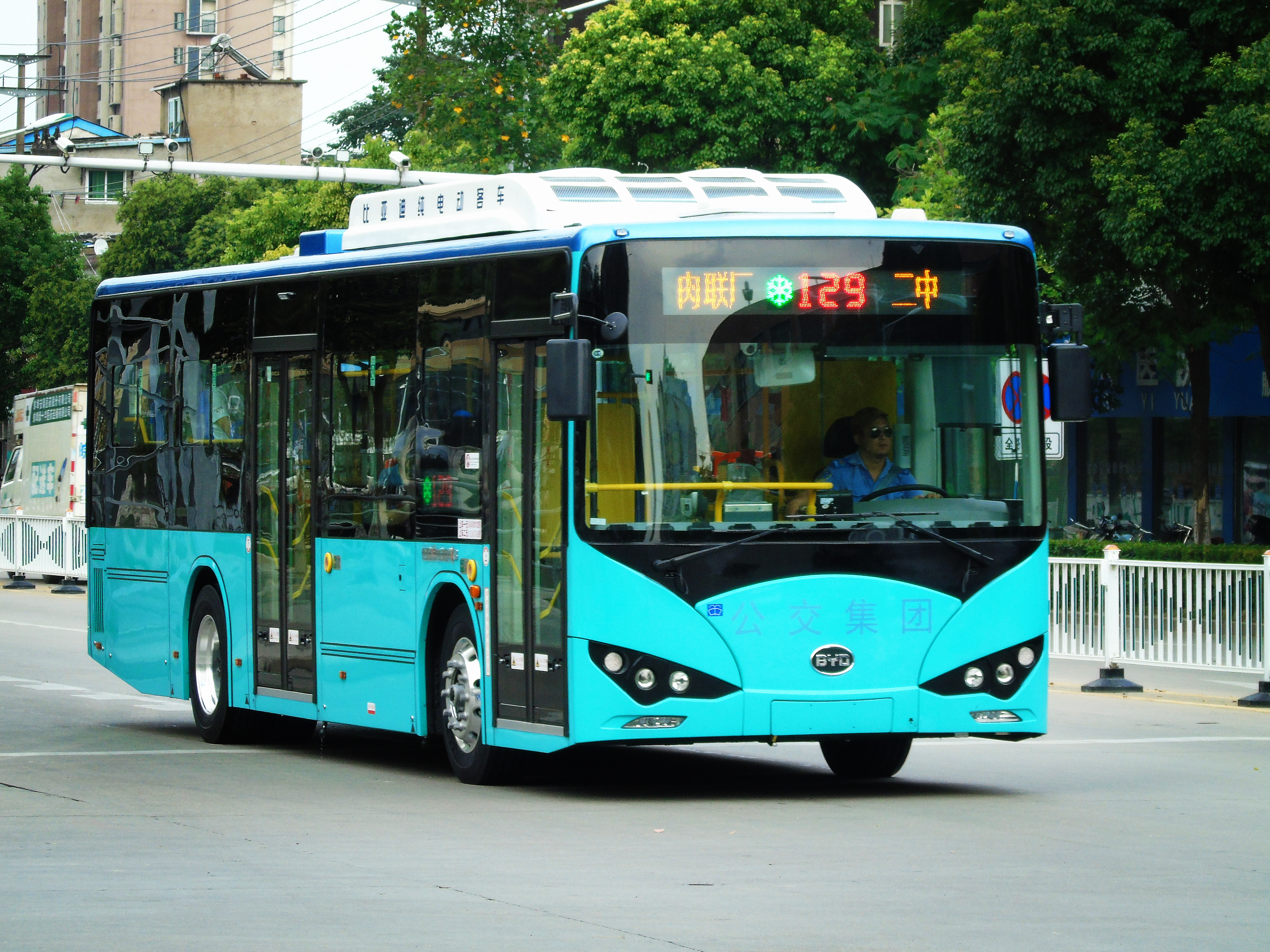
2017年7月新上线的129路比亚迪纯电动客车

- 2013年8月20日，随着蚌埠二中迁至新址，蚌埠公交集团开通129路，全部使用天然气普通车，方便学生上下学。[4][5]
- 2016年3月1日，129路停靠的“解放路立交桥北”站更名为“龙子湖区青少年活动中心”站。[6]
- 2017年7月，蚌埠公交集团购置五百台比亚迪纯电动客车，其中约20台投入129路运营。[7][8]

## 站点

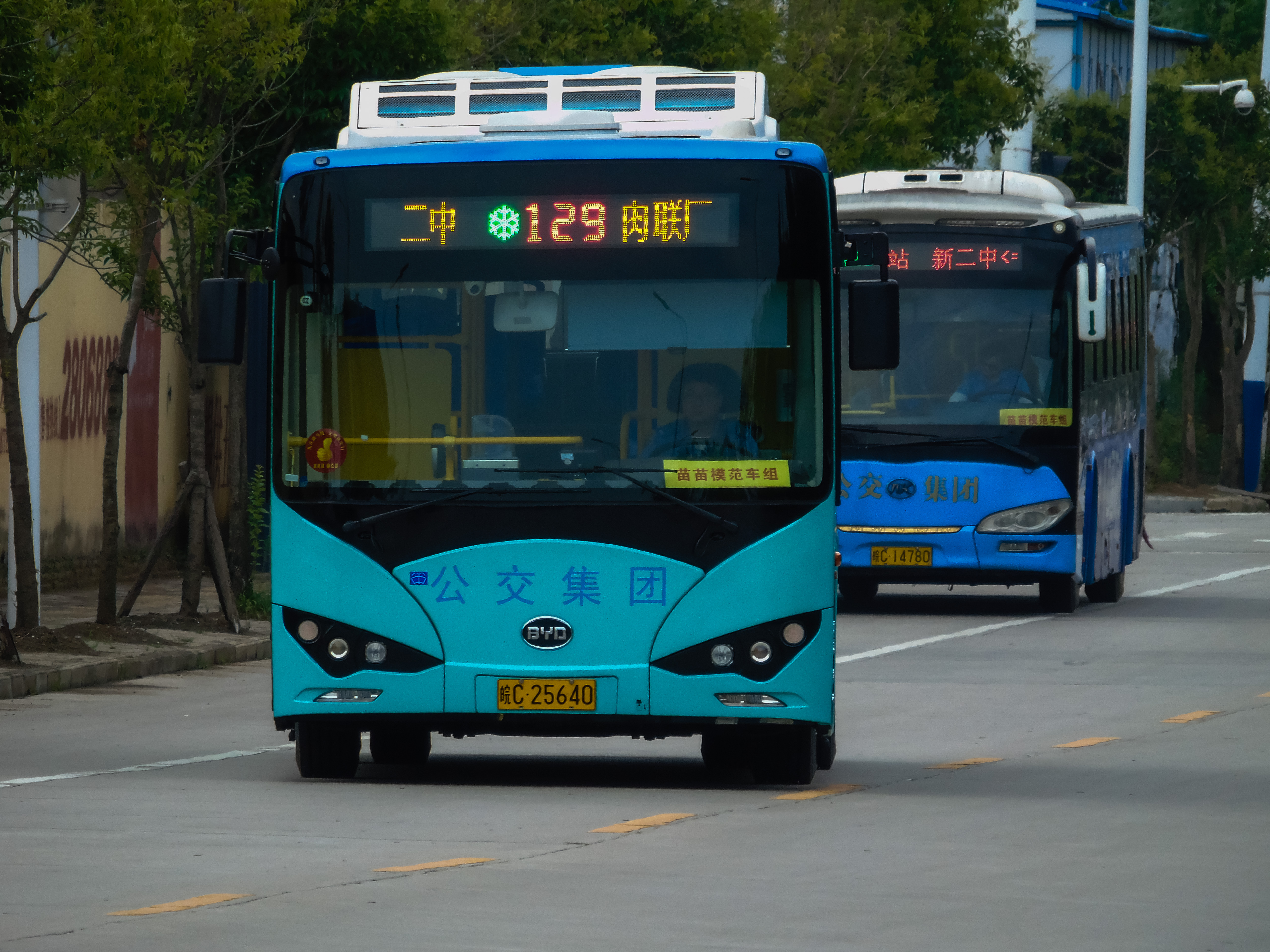
蚌埠公交129路和121路到达二中

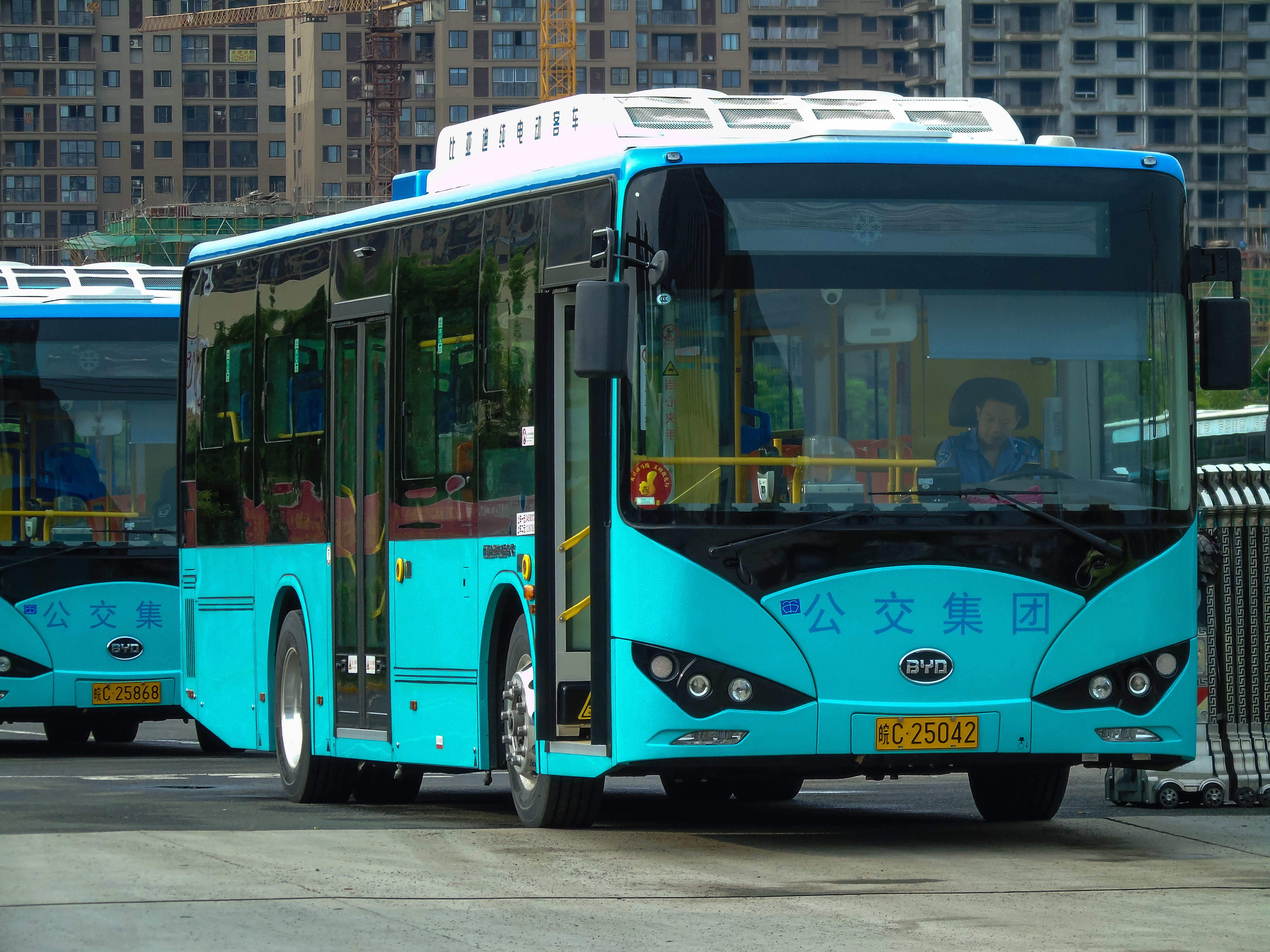
蚌埠公交129路在二中首末站待发

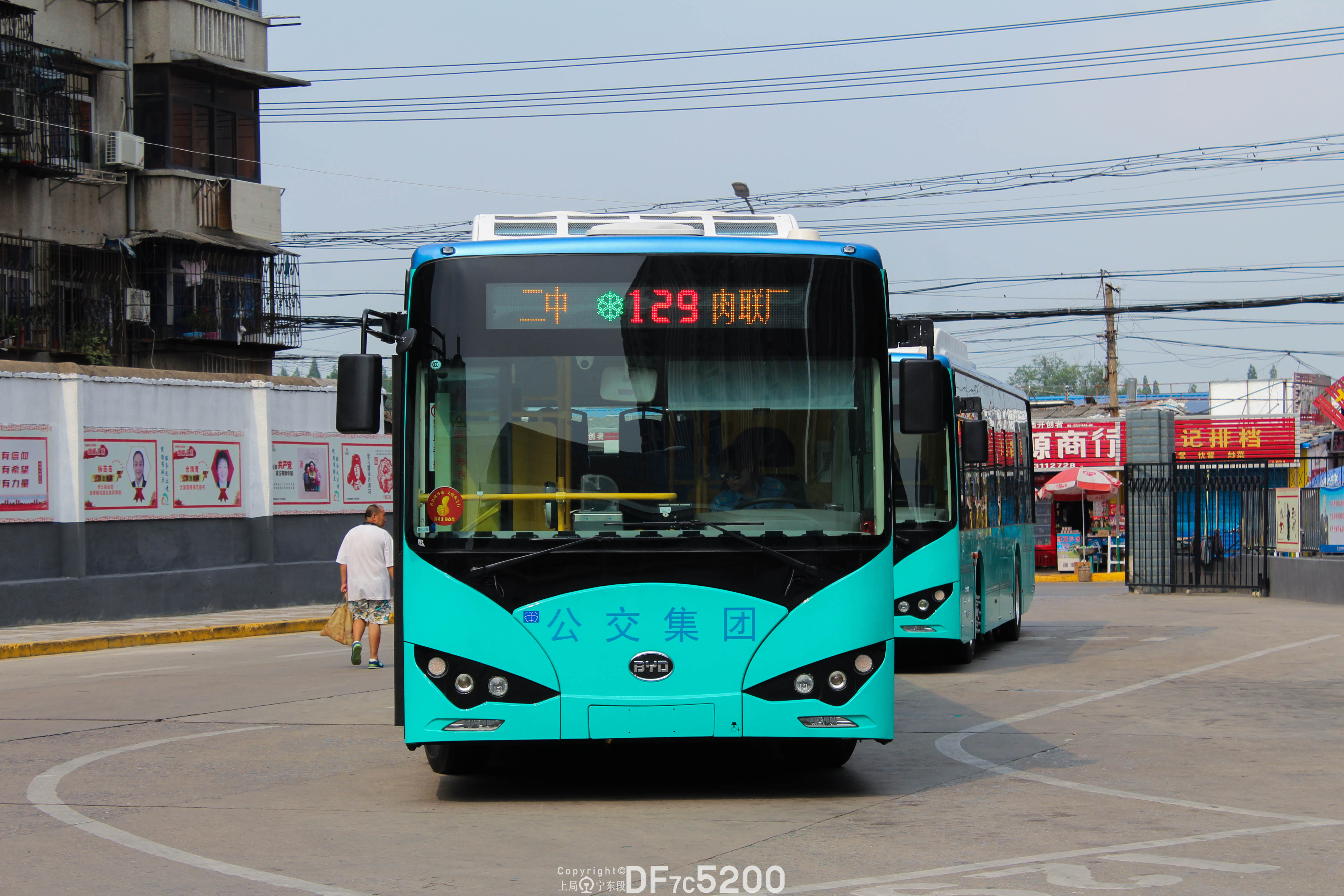
蚌埠公交129路在肉联厂站待发

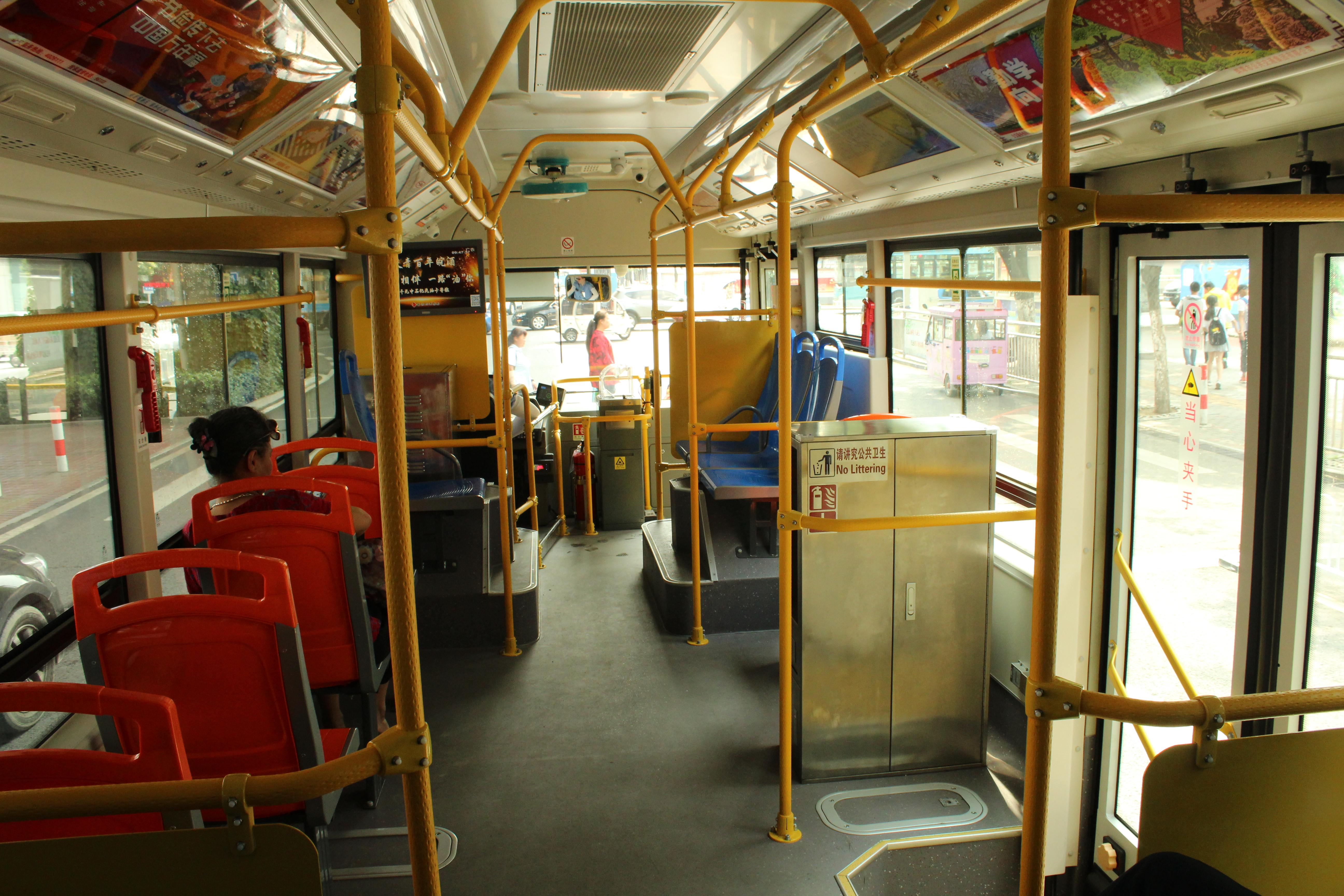
蚌埠公交129路比亚迪K8内饰

### 途经站
- 往新二中 ： 肉联厂 - 凤阳路·珠城路 - 凤阳路·解放路 - 龙子湖区青少年活动中心 - 皖铁公司 - 宏业一村 - 宏业二村 - 铁路中学 - 蚌医二附院 - 宏业路·兰陵路 - 财大商学院 - 职教中心 - 市政府北门 - 龙湖香都北门 - 阳光花园 - 解放路·东海大道 - 湖畔花都 - 解放路·燕山路 - 燕山路·延安路 - 延安南路·货场七路 - 新二中西 - 新二中
- 往肉联厂 ： 新二中 - 新二中西 - 延安南路·货场七路 - 燕山路 - 燕山路·延安路 - 解放路·燕山路 - 湖畔花都 - 解放路·东海大道 - 阳光花园 - 龙湖香都北门 - 市政府北门 - 职教中心 - 财大商学院 - 宏业路·兰陵路 - 蚌医二附院 - 铁路中学 - 宏业一村 - 宏业一村 - 皖铁公司 - 龙子湖区青少年活动中心 - 凤阳路·解放路 - 凤阳路·珠城路 - 肉联厂[9]

### 换乘站
以下内容均统计自：蚌埠市公共交通集团有限公司营运线路一览表
- 肉联厂首末站 ： 101路
- 珠城路·凤阳东路 ： 101路
- 解放路·凤阳东路 ： 101路
- 龙子湖区青少年活动中心 ： 115路 120路 127路 128路 207路 208路
- 皖铁公司 ： 105路 127路 207路
- 宏业一村 ： 105路 127路 207路
- 宏业二村 ： 105路 107路 117路 127路 207路
- 铁路中学 ： 105路 107路 117路 127路 207路
- 蚌医二附院 ： 105路 117路 127路
- 财大商学院 ： 105路 117路 128路
- 职教中心 ： 117路 128路 微2路
- 龙湖香都北门 ： 116路 128路
- 阳光花园 ： 208路
- 延安南路·货场七路 ： 121路 学生专线1路 学生专线2路 学生专线3路
- 二中西 ： 121路 学生专线1路 学生专线2路 学生专线3路
- 二中 ： 118路 121路 学生专线1路 学生专线2路 学生专线3路

## 票价
- 未持卡乘客普通车投币1元，空调车投币2元。
- 持普通电子钱包卡普通车0.9元/次，空调车1.8元/次。
- 持学生月票卡普通车0.18元/次，成人卡0.36元/次，空调车加1元。
- 持老人卡、拥军卡、爱心卡的乘客免费乘车。[10]

## 资料来源
1. ↑  .   [2017-07-02]. （原始内容存档于2017-08-02）.
2. ↑  .   [2017-07-02]. （原始内容存档于2018-01-01）.
3. ↑  .   [2017-07-02]. （原始内容存档于2020-09-20）.
4. ↑  .   [2017-07-02]. （原始内容存档于2017-07-31）.
5. ↑  .   [2017-07-02]. （原始内容存档于2019-07-22）.
6. ↑  .   [2017-07-02]. （原始内容存档于2018-01-01）.
7. ↑  .   [2017-07-03]. （原始内容存档于2019-07-23）.
8. ↑  .   [2017-07-03]. （原始内容存档于2017-07-31）.
9. ↑  .   [2017-07-02]. （原始内容存档于2017-07-08）.
10. ↑  .   [2017-07-02]. （原始内容存档于2018-03-09）.